# Joseph Meitinger

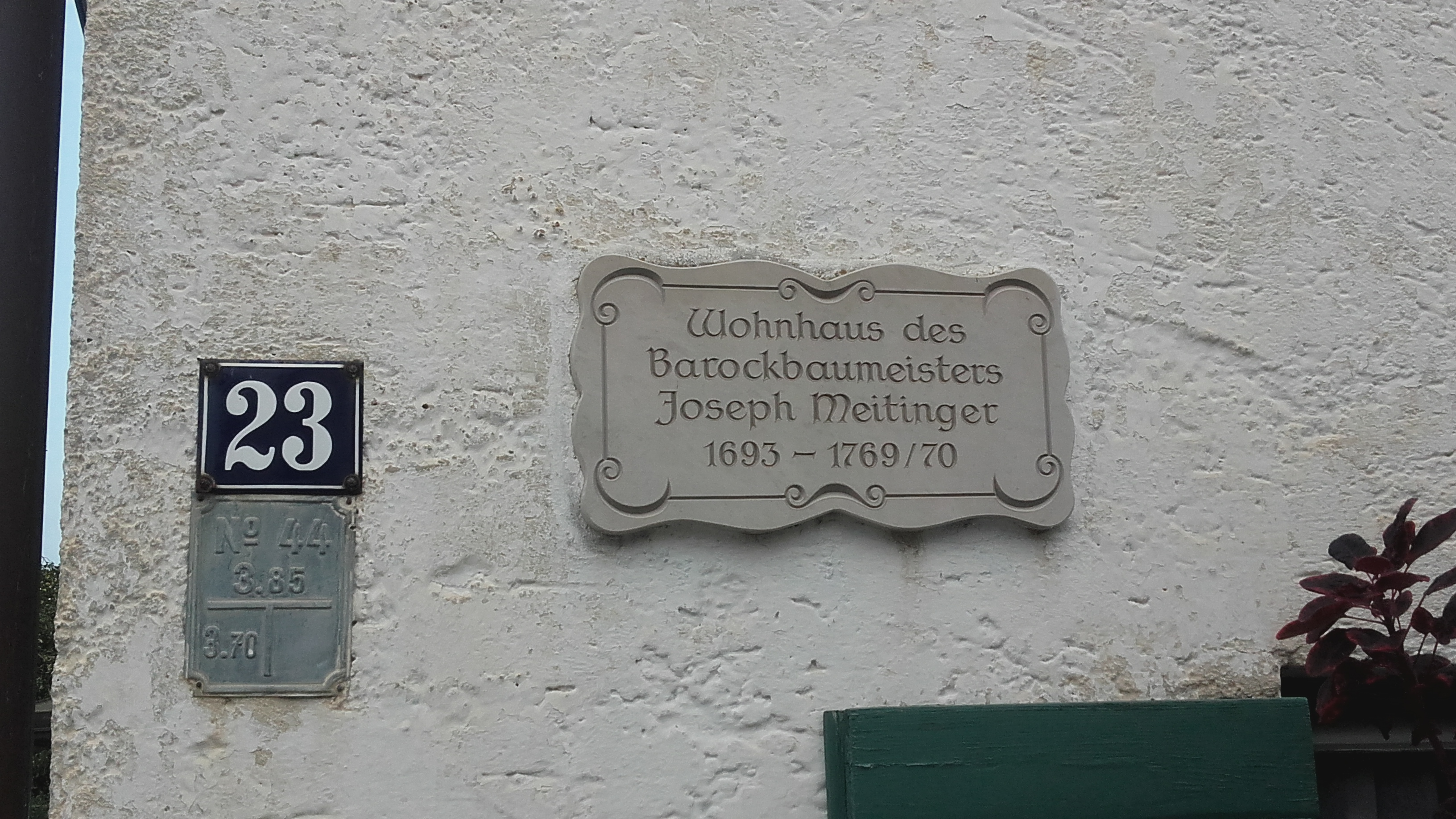
Gedenktafel am ehemaligen Wohnhaus von Joseph Meitinger in Ustersbach

Joseph Meitinger, gelegentlich auch Meittinger, (* 1693; † 1769 oder 1770) war ein deutscher Kirchenbaumeister und Stuckateur des Barock.

## Leben
Über das Leben von Joseph Meitinger ist nur wenig bekannt. Er wurde 1693 geboren und kam 1725 im Zuge seiner Tätigkeit nach Ustersbach. 1733 errichtete er an der heutigen Hauptstraße 23 ein eigenes Wohnhaus, in dem er bis zu seinem Tod im Jahr 1769 oder 1770 lebte.

## Ehrungen
In Ustersbach ist die Joseph-Meitinger-Straße nach ihm benannt. Zudem wurde 2013 an seinem ehemaligen Wohnhaus in Ustersbach eine Gedenktafel angebracht.

## Werke (Auswahl)

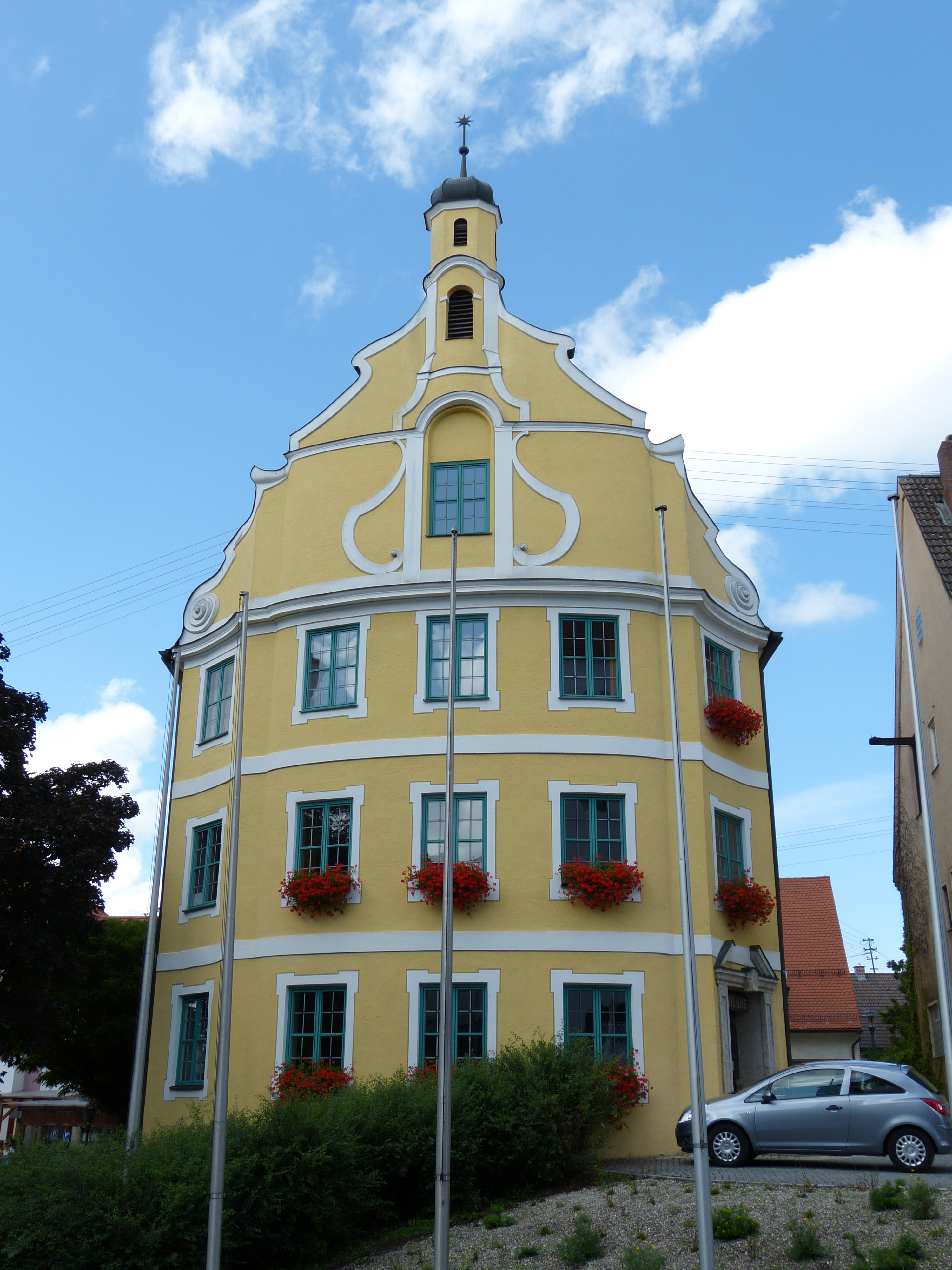
Der Entwurf für das Rathaus in Kirchheim in Schwaben stammt von Joseph Meitinger.

Meitinger war ein vielbeschäftigter Baumeister. Er errichtete und erweiterte zahlreiche Sakralbauten im Raum Augsburg. Die folgende Liste zeigt eine Auswahl seiner bekannten Werke:
- 1720: Neubau des Pfarrhauses in Grimoldsried
- 1726: Erweiterung der Pfarrkirche St. Fridolin in Ustersbach
- 1726: Erweiterung der Pfarrkirche St. Martin in Mertingen
- 1728: Umbau der Pfarrkirche St. Margaretha in Breitenbronn
- 1728: Umbau der Pfarrkirche St. Ulrich in Oberschöneberg
- 1730: Erweiterung der Pfarrkirche St. Michael in Fischach
- 1731–1734: Mitwirkung an der Johann-von-Nepomuk-Kapelle im Augsburger Dom[3]
- 1732/33: Erweiterung der Pfarrkirche St. Laurentius in Agawang
- 1733: Erweiterung der Pfarrkirche St. Martin in Kleinaitingen
- 1735–1740: Neubau des Pfarrhauses in Autenried
- 1736: Erweiterung der Pfarrkirche St. Bartholomäus in Diedorf
- 1736: Erweiterung der Pfarrkirche St. Georg und Michael in Göggingen
- 1737: Umbau der Pfarrkirche St. Martin in Batzenhofen
- 1738: Entwurf des Rathauses in Kirchheim in Schwaben
- 1739: Erweiterung der Pfarrkirche St. Martin in Pfaffenhofen an der Zusam
- 1739: Neubau der Synagoge in Fischach[4]
- 1754: Neubau der Pfarrkirche St. Nikolaus in Kutzenhausen
- 1756: Neubau des Pfarrhauses in Anried
- 1762: Erweiterung der Filialkirche St. Vitus in Westerringen
- 1763: Wiederaufbau der Pfarrkirche St. Stephan in Wollbach
- 1765: Erweiterung der Kapelle zur Schmerzhaften Muttergottes in Eggelhof